# Kristin Lehman
Pour les articles homonymes, voir Lehman.
Kristin Lehman, née le 3 mai 1972 à Toronto, est une actrice canadienne.

## Biographie
Kristin Lehman a étudié le ballet classique à la Royal Academy of Dance (en) du Canada pendant huit ans. Actrice professionnelle depuis 1995, elle est surtout connue pour ses rôles à la télévision. Elle a ainsi fait partie de la distribution principale des séries télévisées Poltergeist : Les Aventuriers du surnaturel, The Killing et Motive, où elle interprète le rôle principal. Elle a également tenu des rôles récurrents dans les séries Kung Fu, la légende continue, Felicity et Amy et l'un des premiers rôles du film Hémoglobine (1997) ainsi que des seconds rôles dans les films Way of the Gun (2000), Lie with Me (2005) et The Sentinel (2006).

## Filmographie

### Cinéma
- 1996 : Alaska : Florence
- 1997 : Bliss de Lance Young
- 1997 : Hémoglobine : Kathleen Strauss
- 2000 : Way of the Gun : Francesca Chidduck
- 2004 : Les Chroniques de Riddick : Shirah
- 2005 : Lie with Me : Rachel
- 2006 : The Sentinel : Cindy Breckinridge
- 2012 : Arthur Newman : Mary Alice Wells
- 2014 : Vertiges (The Loft) d'Erik Van Looy : l'inspecteur Huggins

### Télévision
- 1995 : L'As de la crime (série télévisée, saison 4 épisode 21) : Cynthia
- 1995-1996 : Le Justicier des ténèbres (série télévisée, 4 épisodes) : Urs
- 1996 : FX, effets spéciaux (série télévisée, saison 1 épisode 1) : Katya
- 1996 : Kung Fu, la légende continue (série télévisée, 6 épisodes) : Jordan
- 1996 : Au-delà du réel : L'aventure continue (série télévisée, saison 2 épisode 19) : Janet Marshall.

Ainsi que les épisodes: "Le Bouton du Mort" & "La Stase"
- 1998 : X-Files (série télévisée, saison 5 épisode 11 Clic mortel) : Esther Nairn / Invisigoth
- 1998 : Invasion planète Terre (série télévisée, saison 1 épisodes 7 et 16) : Cynthia Clarkson
- 1998-1999 : Poltergeist : Les Aventuriers du surnaturel (série télévisée, 18 épisodes) : Kristin Adams
- 1999-2002 : Strange World (série télévisée, 13 épisodes) : Dr. Sidney MacMillan
- 2001 : Felicity (série télévisée, 4 épisodes) : Avery Swanson
- 2002 : La Treizième Dimension (série télévisée, saison 1 épisode 8) : Becca Niles
- 2002-2003 : Andromeda (2 épisodes) : Molly Noguchi
- 2002-2003 : Amy (série télévisée, 20 épisodes) : Dr. Lily Reddicker
- 2004 : Century City (série télévisée, 9 épisodes) : Lee May Bristol
- 2005-2006 : Killer Instinct (série télévisée, 12 épisodes) : Danielle Carter
- 2006 : Prison Break (série télévisée, saison 2 épisodes 10 et 11) : Jane Philips
- 2007 : Drive (mini-série) : Corinna Wiles
- 2010 : Human Target : La Cible ((série télévisée, saison 1 épisode 5)) : Allyson Russo
- 2011 : Castle (série télévisée, saison 4 épisode 5) : Serena Kaye
- 2011-2012 : The Killing (série télévisée, 24 épisodes) : Gwen Eaton
- 2012 : The Listener (série télévisée, saison 3 épisode 1) : Anna Curtis
- 2012 : La Firme (série télévisée, saison 1 épisode 4) : Dr Elle Larson
- 2013-2016 : Motive (série télévisée, rôle principal) : Angela Flynn
- 2018- : Altered Carbon (série télévisée, rôle secondaire) : Miriam Brancroft
- 2020 : The Twilight Zone : La quatrième dimension (saison 2, épisode 1)
- 2021 : Sermons de minuit (Midnight Mass) : Annie Flynn (7 épisodes)

## Voix francophones
En France, Dominique Vallée est la voix française régulière de Kristin Lehman. Laurence Crouzet, et Valérie de Vulpian l'ont également doublée à trois et deux reprises.